# (5889) Mickiewicz
(5889) Mickiewicz est un astéroïde de la ceinture principale.

## Description
(5889) Mickiewicz est un astéroïde de la ceinture principale. Il fut découvert le 31 mars 1979 à Naoutchnyï par Nikolaï Tchernykh. Il fut nommé en honneur de Adam Mickiewicz. Il présente une orbite caractérisée par un demi-grand axe de 3,05 UA, une excentricité de 0,16 et une inclinaison de 19,2° par rapport à l'écliptique.

## Compléments